# 長谷川雄啓
長谷川 雄啓（はせがわ たけひろ、1961年11月13日 - ）は、日本のフリーディスクジョッキー、音楽ライター、ビギナーズセミナー講師。
身長178cm、体重82kg。A型。東京都出身。

## 来歴・人物
早稲田大学商学部に在学中の1983年、音楽事務所からスカウトされ、デュエット曲『六本木あたり』（キングレコード）で歌手デビュー。早稲田大学卒業後、1985年に第一プロダクションに入社し、レコーディングディレクター、マネージメントなどを務めたのち、1989年に同社を退社、フリーとなり、FM-FUJIなど数多くのラジオ局番組でDJを務める。その後はNACK5を中心にラジオDJを務める傍ら、イベントDJ、音楽評論家、音楽ライターとしても活動する。
カラオケ、競馬、スポーツ観戦が趣味。大の競馬好きであり、CSグリーンチャンネルやUsenの競馬番組にも出演するほか、『週刊Gallop』でも自らの連載コラムを持つ。地方競馬の馬主にもなっている。
プロ野球では大の埼玉西武ライオンズファンでもあり、西武ドームで開催される西武戦（おもに土曜日を担当）の試合前にスタジオパーソナリティとして出演していた。また、NACK5の中継でもスタジオ担当として、各地の試合の途中経過や応援FAXなどを紹介していた。NACK5の中継のスタジオ担当についてはその後吉野麻子に完全に譲ったが、現在も吉野が休暇の際にピンチヒッターとして出演することもある。
実家は寿司屋で、夏季などの休暇中は必ず実家の店を手伝っている。
NACK5の番組担当時に『ハッシー』という愛称がついていた。

## 現在の担当番組

### ラジオ番組
- NACK5 Beautiful Songs〜こころの歌〜　月〜木12：45〜13：00(2012年4月〜放送中)

### インターネット番組
- 浦和競馬予想LIVE（不定期）

## 過去の担当番組

### ラジオ番組
NACK5
- NACK5 SATURDAY LIONS スタジオ担当（土曜日のみ　2007年 - 2009年）
- JAPANESE DREAM（1992年 - 2006年。富澤一誠と共同で担当）
- THE HIT OPERATION（水曜日・木曜日→火曜日・木曜日、1995年 - 1999年）
- ALL JAPAN TOP100（1998年10月 - 2000年9月。岩本三千代と共同で担当）
- THE GREATEST HITS! - （開始日時不明 - 2009年3月末。UNIQueでも放送していた。）
- ジェニファー 25時のエアポート 日曜24:30 - 25:00(2013年11月 - ジェニファーと共同で担当)

FM-FUJI
- SOUND SPEC.
- SUNSET CALLING（1993年4月 - 9月）
- SUNSHINE BREEZE（1993年ごろ。舘野順子と共同で担当）

USEN440
- 週間競馬ステーション
- フレッシュ・ミュージシャン
- インディーズ・カウントダウン

その他
- ミュージッククロスロード（NRN各局）

### テレビ番組
- グリーンチャンネル中央競馬中継 WEST
- ジンバナ〜人と馬の話〜（2020年10月4日 - 12月27日、BS-TBS）
- 夏のどらまにあ 主題歌でつづる7月新ドラマ解禁直前スペシャル（1998年7月、フジテレビ）
- COOL GANG（tvk・サンテレビほか）

## イベント
- 西武ライオンズ球場→西武ドーム（→インボイスSEIBUドーム→グッドウィルドーム） 西武ライオンズ戦「ベースボールDJ」
- LIVE UFO会場DJ（1993年 - 1995年、国立代々木競技場）
- 鈴鹿8耐DJ
- SURF'90 DJ
- '01年W杯日本代表ユニフォーム発表会MC
- JRAビギナーズセミナー講師
- JRA各種トークショーMC

## 書籍
- 日本文芸社「究極の競馬ガイドブック」

## 連載
- 週刊プレイボーイ「ヒアウィゴー！こちら競馬放送局」
- FM Fan「長谷川雄啓の音楽予報」
- 週刊Gallop「DJ　オン ザ ターフ」
- リアルスポーツ「長谷川雄啓のお父さんのためのJ-POP講座」

## その他
- 映画『月とキャベツ』
- 『WORDS』（JD Records）